# Avión (parroquia)
Avión (llamada oficialmente Santos Xusto e Pastor de Avión) es una parroquia y un lugar español del municipio de Avión, en la provincia de Orense, Galicia.

## Toponimia
La parroquia también es conocida por el nombre de Santos Justo y Pastor de Avión.

## Organización territorial
La parroquia está formada por cuatro entidades de población:
- Avión (Iglesario) (San Xusto)
- Beresmo
- Cernadas
- San Vicente (San Vicenzo)

## Demografía

### Parroquia
| Gráfica de evolución demográfica de Avión (parroquia) entre 2000 y 2021 |
|                                                                         |
| Datos según el nomenclátor publicado por el INE.                        |

### Lugar
| Gráfica de evolución demográfica de Avión (lugar) entre 2000 y 2021 |
|                                                                     |
| Datos según el nomenclátor publicado por el INE.                    |